# Amon Düül
Amon Düül, byla německá rocková skupina, která se formovala během studentského hnutí v 60. letech a všeobecně je považována za zakladatele německé rockové scény a hudebního stylu krautrock (obdoba acid rocku).

## Původ
Amon Düül vznikli v Mnichově v roce 1967 jako radikálně politicko-umělecké společenství - komuna. Pojmenovali se jednak podle egyptského boha slunce, kterým byl Amon, druhá část názvu — Düül — byla převzata z turečtiny.
Komuna brzy získala kultovní status pro své improvizace, obvykle prováděné formou happeningu a demonstrace zpolitizovaného mládežnického hnutí. Příslušnost ke komuně byla vyjadřována vysoce liberálním postojem k umělecké svobodě, který oceňoval spíše nadšení a postoj než samotné umělecké schopnosti; členství bylo spíše tušené, a tak každý kdo byl částí komuny, byl i částí skupiny. Uvnitř komuny však byla frakce, která byla více ambiciozní, obecně i hudebně více odlišená, což vedlo k nevyhnutelnému rozdělení v roce 1969 na dvě skupiny "Amon Düül I" a "Amon Düül II".

## Discografie

### Amon Düül I
- Psychedelic Underground (1969)
- Collapsing/Singvögel Rückwärts & Co. (1970)
- Paradieswärts Düül (1970)
- Disaster (Double LP) (1972)
- Experimente (1983)

### Amon Düül II
- Phallus Dei (1969)
- Yeti (1970)
- Tanz der Lemminge (1971)
- Carnival In Babylon (1972)
- Wolf City (1972)
- Live In London (live) (1973)
- Utopia (původně vydáno pod jménem skupiny Utopia) (1973)
- Vive La Trance (1974)
- Hijack (1974)
- Lemmingmania (Compilation) (1975)
- Made In Germany (Double LP) (1975)
- Pyragony X (1976)
- Almost Alive… (1977)
- Only Human (1978)
- Rock in Deutschland Vol.1 (Compilation) (1978)
- Vortex (1981)
- Hawk Meets Penguin (1981)
- Meeting With Men Machines (1984)
- Fool Moon (1989)
- Die Lösung (s Robertem Calvertem) (1989)
- Milestones (kompilace) (1989)
- Live In Concert (nahrávky BBC z roku 1973) (1992)
- Surrounded By The Bars (1993)
- The Greatest Hits (kompilace) (1994)
- Nada Moonshine (1995)
- Kobe (Reconstructions) (1996)
- Eternal Flashback (1996)
- Live In Tokyo (live) (1996)
- The Best Of 1969-1974 (kompilace) (1997)
- Flawless (1997)
- Drei Jahrzehnte (1968-1998) (kompilace) (1997)